# Pedicularis pyrenaica
Espèce
Classification APG III (2009)
Pedicularis pyrenaica, la Pédiculaire des Pyrénées, est une plante herbacée vivace de la famille des Scrophulariaceae selon la classification classique de Cronquist (1981) ou des Orobanchaceae selon la classification APG III. Elle est endémique des Pyrénées.

## Description
Plante haute de 10 à 25 cm, aux feuilles glabres très découpées, presque toutes en rosette. Les fleurs rose pourpre forment une inflorescence terminale serrée. Floraison de juin à septembre.

## Habitat
Berges des torrents, pâturages, bois humides à une altitude variant de 1 500 à 2 800 m.